# Blocksberg (Pansdorf)

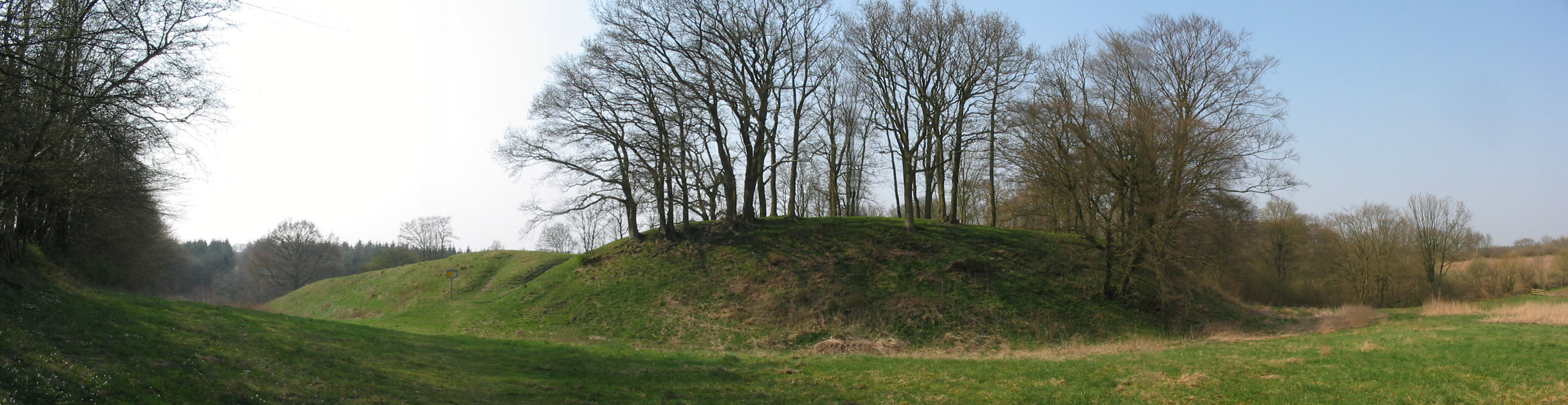
Blocksberg bei Pansdorf (aus südöstlicher Richtung)

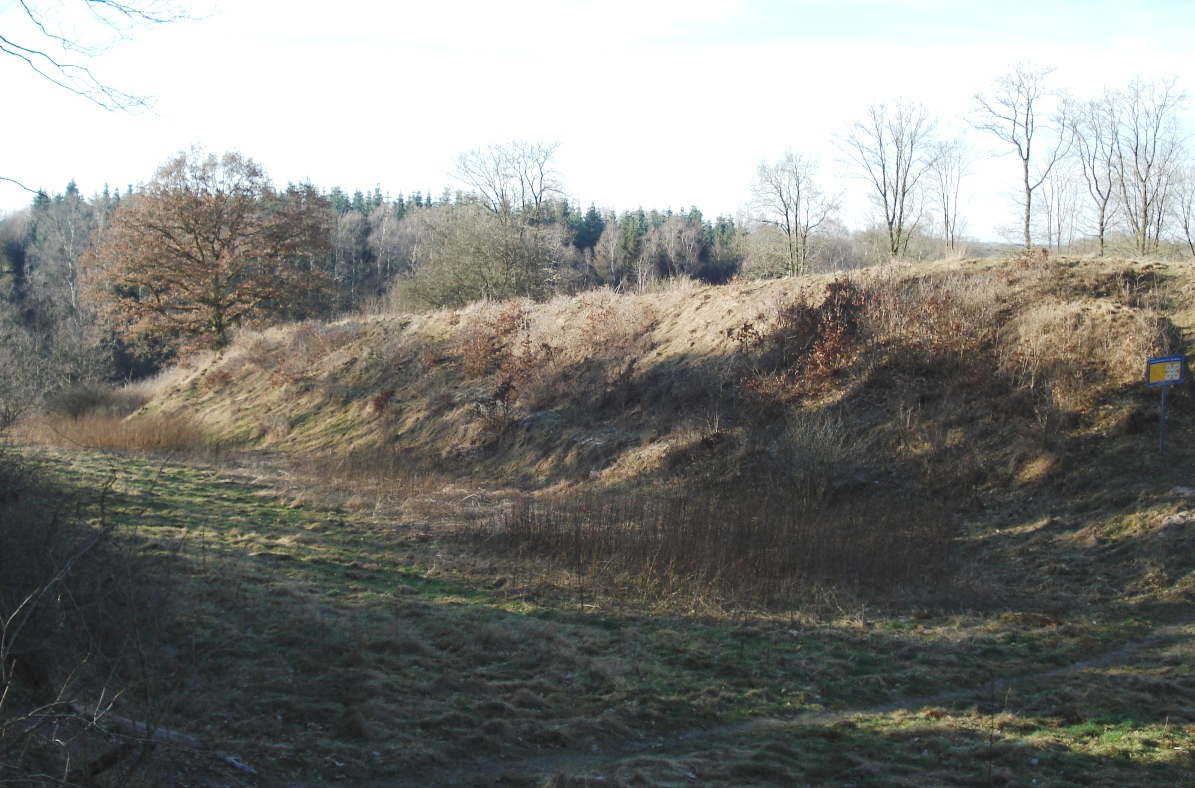
Der Südwall des Blocksbergs bei Pansdorf

Der Blocksberg (auch Pansdorfer Schanze) ist ein denkmalgeschützter Ringwall bei Pansdorf in der Gemeinde Ratekau. Es handelt sich um eine wendische Burganlage des 8. und 9. Jahrhunderts.
Der befestigte nördliche Teil eines Geestrückens wird im Westen von der Schwartau, im Norden von einem tiefen Bachtal und im Osten von sumpfigem Gelände umschlossen. Im Süden wurden ein Graben und ein Wall zur Abtrennung von dem übrigen Geestrücken angelegt. Der ungleichmäßig geformte Ringwall hat einen Durchmesser um 110 bis 120 Meter, eine Höhe von 5 bis 8 Metern und fällt in die umgebende Niederung bis zu 20 Meter tief ab.
Eventuell befand sich im Bereich des als Ohlborg bezeichneten, auf einem Höhenrücken liegenden Waldstücks südlich des Blocksbergs eine Vorburg. 